# ميخائيل لايبر
ميخائيل لايبر (بالإنجليزية: Michael Lieber)‏ هو ممثل، ولد في 6 مايو 1988 في المملكة المتحدة.

## وصلات خارجية
- ميخائيل لايبر على موقع IMDb (الإنجليزية)